# Ratha

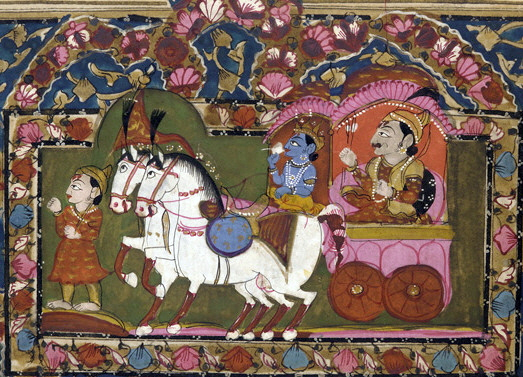
Krishna et Arjuna dans une scène du Mahabharata sur une peinture du XVIIIe siècle.

Ratha est un terme d'origine sanskrite signifiant « char », proche du latin rota et du français roue.

## Sens originel
Le sens originel du mot est le char des dieux dans les textes de l'hindouisme, tels que le Rig Veda pour les dieux Ushas (=Aube) et Agni (=Feu).

## Sens dérivés

### Chariot de temple
Dans un premier sens dérivé, le ratha désigne un char de procession, transportant la divinité d'un temple lors des fêtes, dans un climat de grande ferveur religieuse, avec un accompagnement de chants et de mantras.
Ces chars sont en bois, avec de grandes roues. Ils sont tirés par des chevaux, des éléphants ou des hommes.

chariots de temple
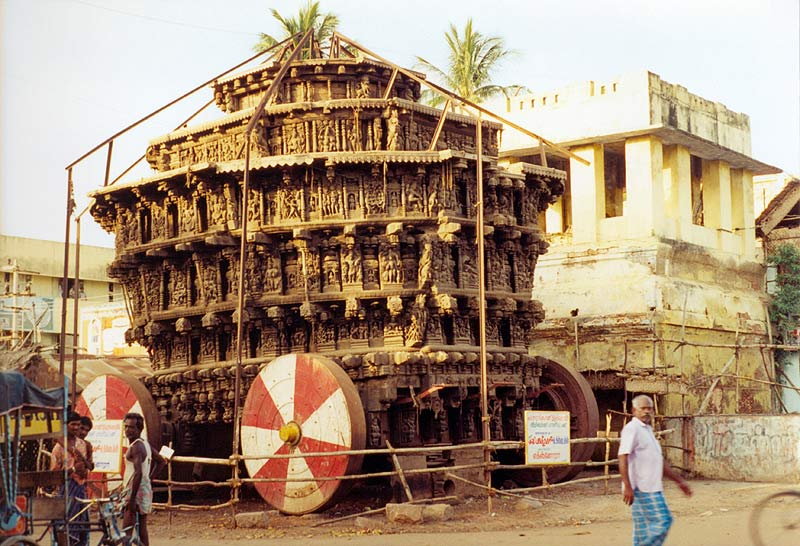
Kumbakonam dans le Tamil Nadu
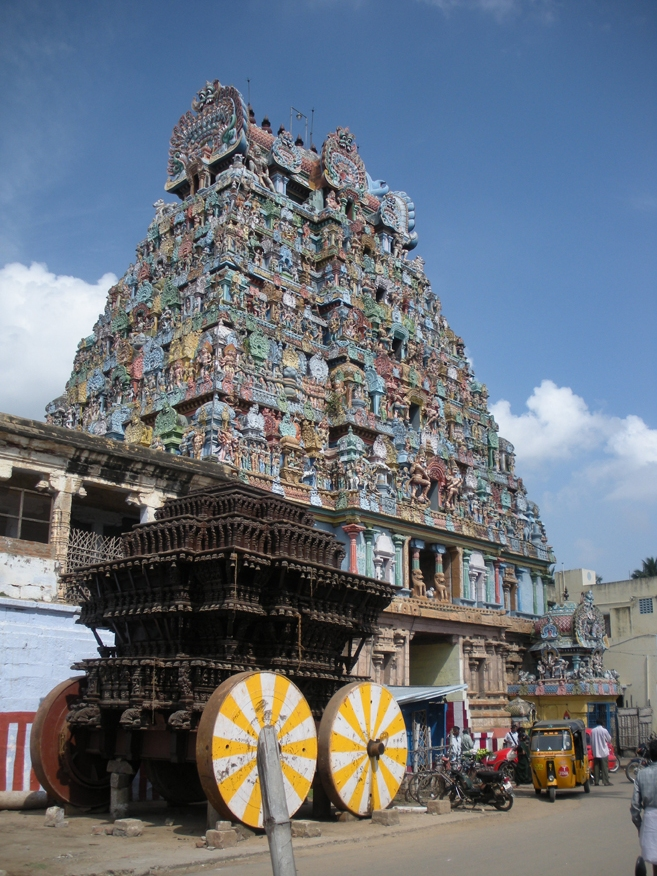
Temple de Thiruvanaikaval à Tiruchirapalli dans le sud de l'Inde
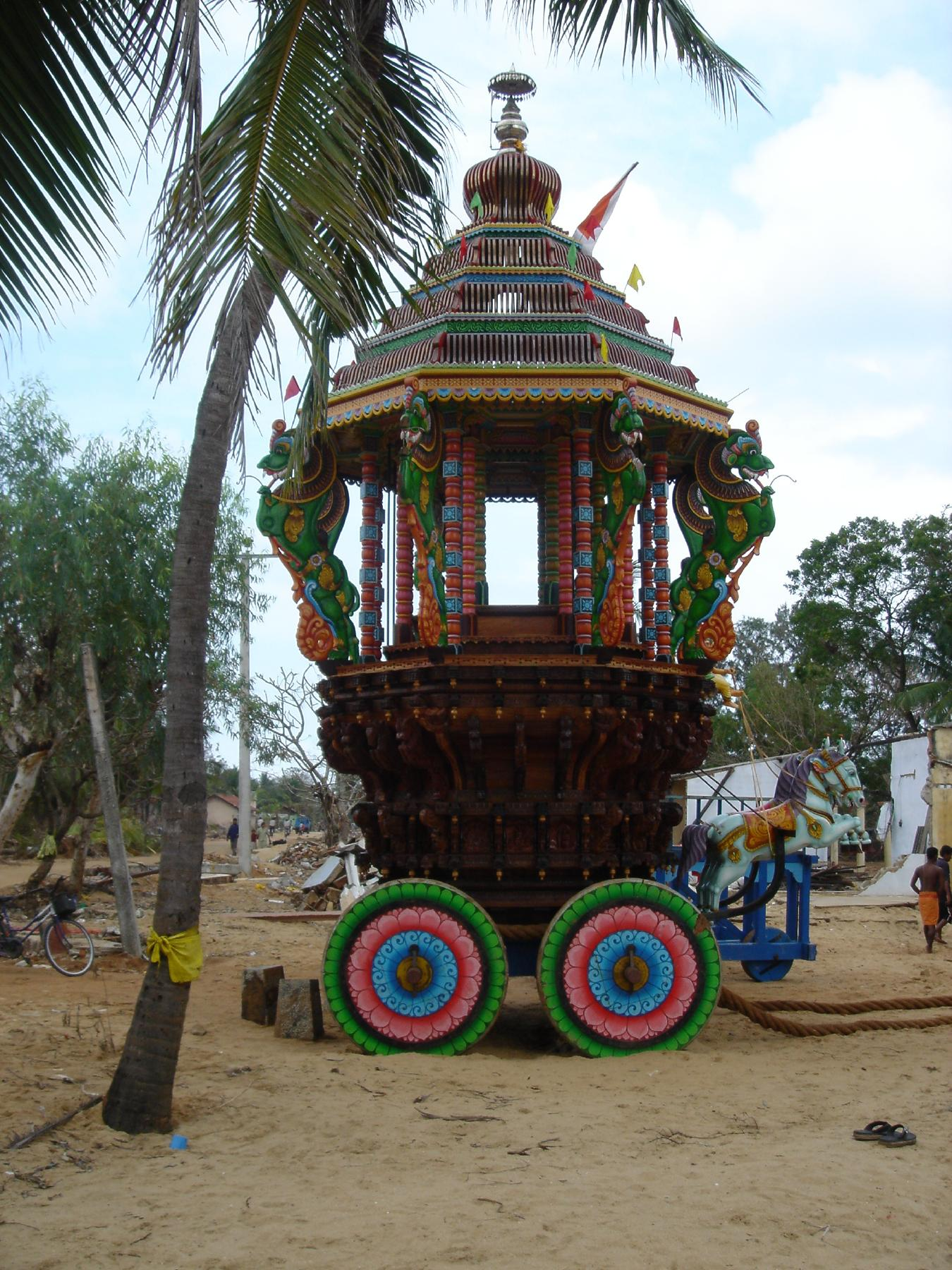
Colombo, Sri Lanka
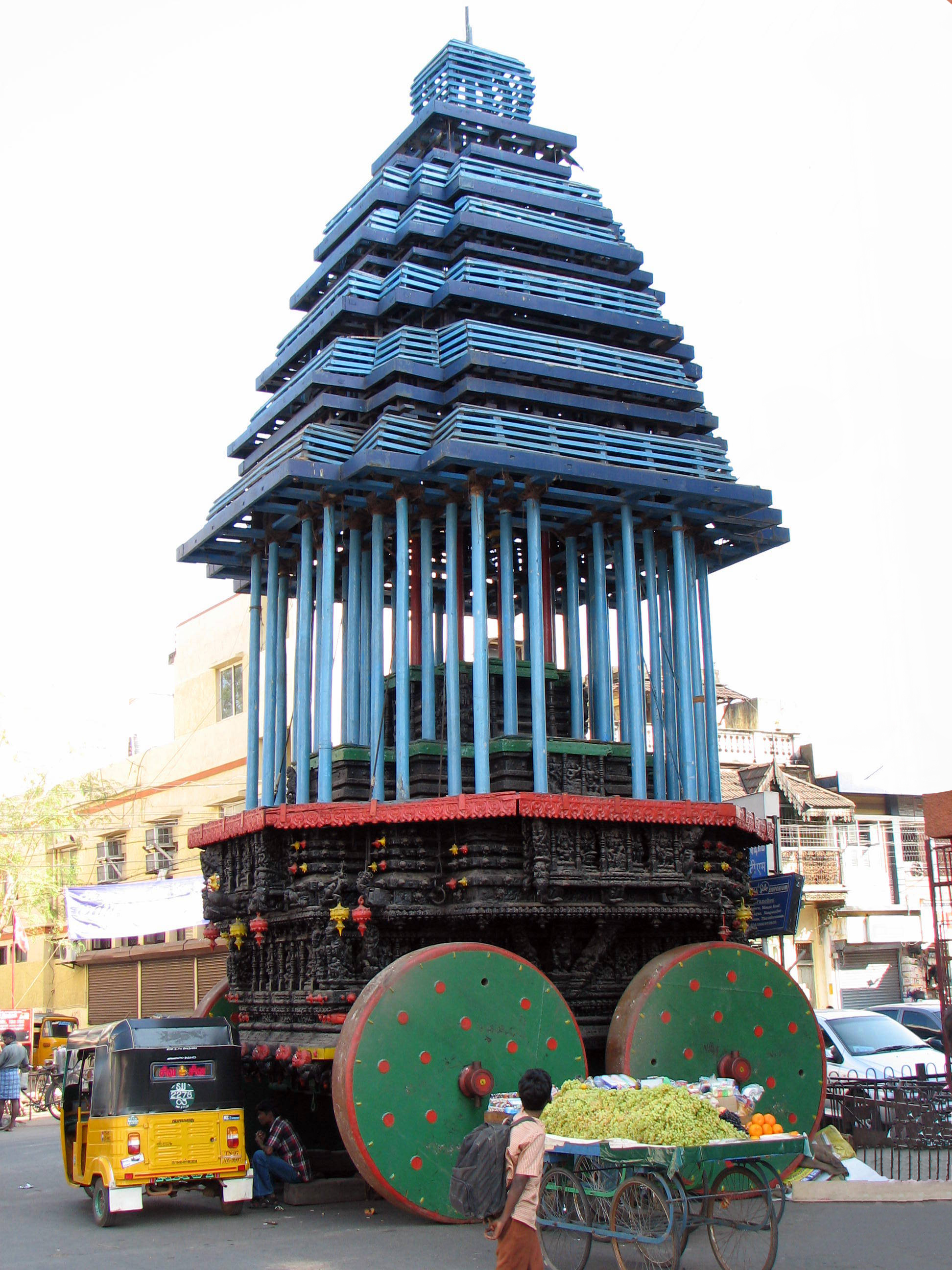
Chennai, Inde
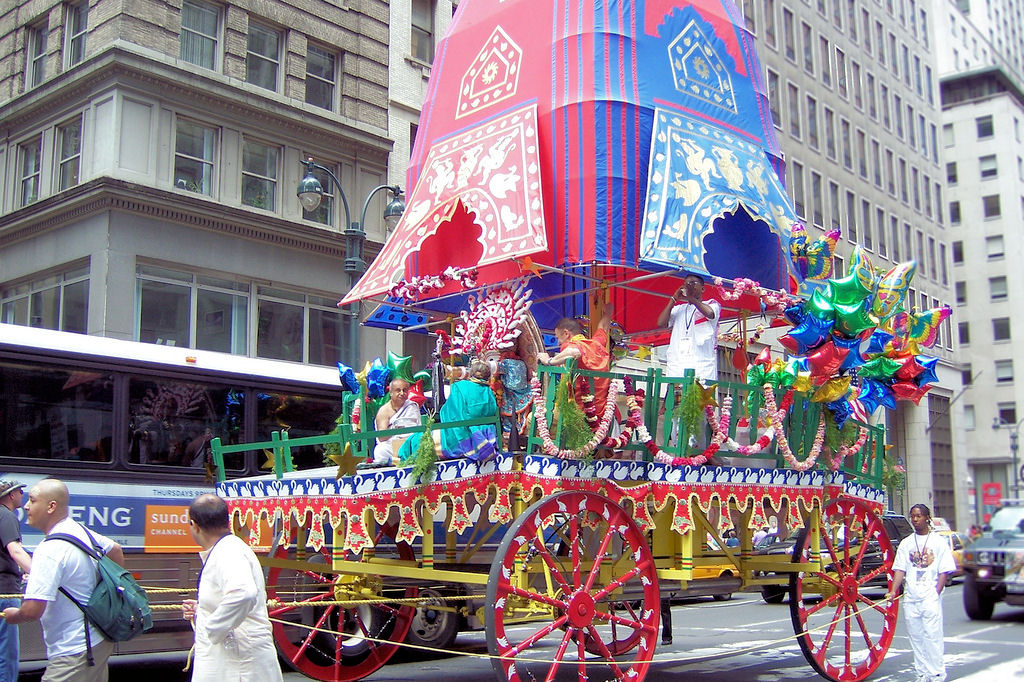
New York, lors d'une fête hindouiste
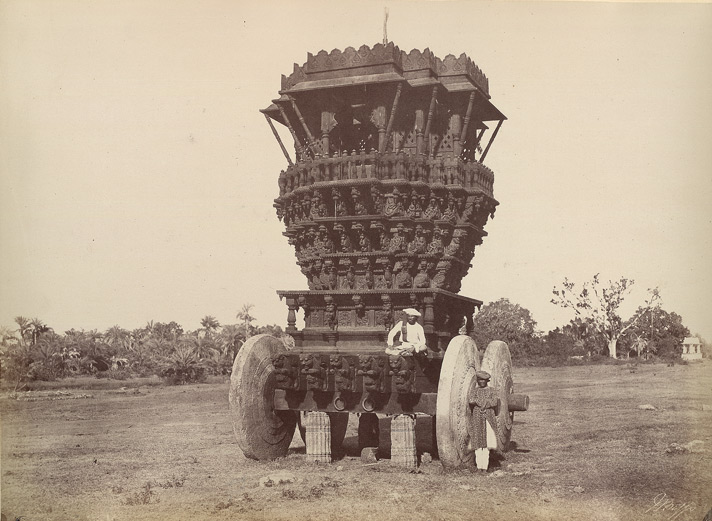
Temple de Banashankari Amma à Badami, sur une photo de 1855
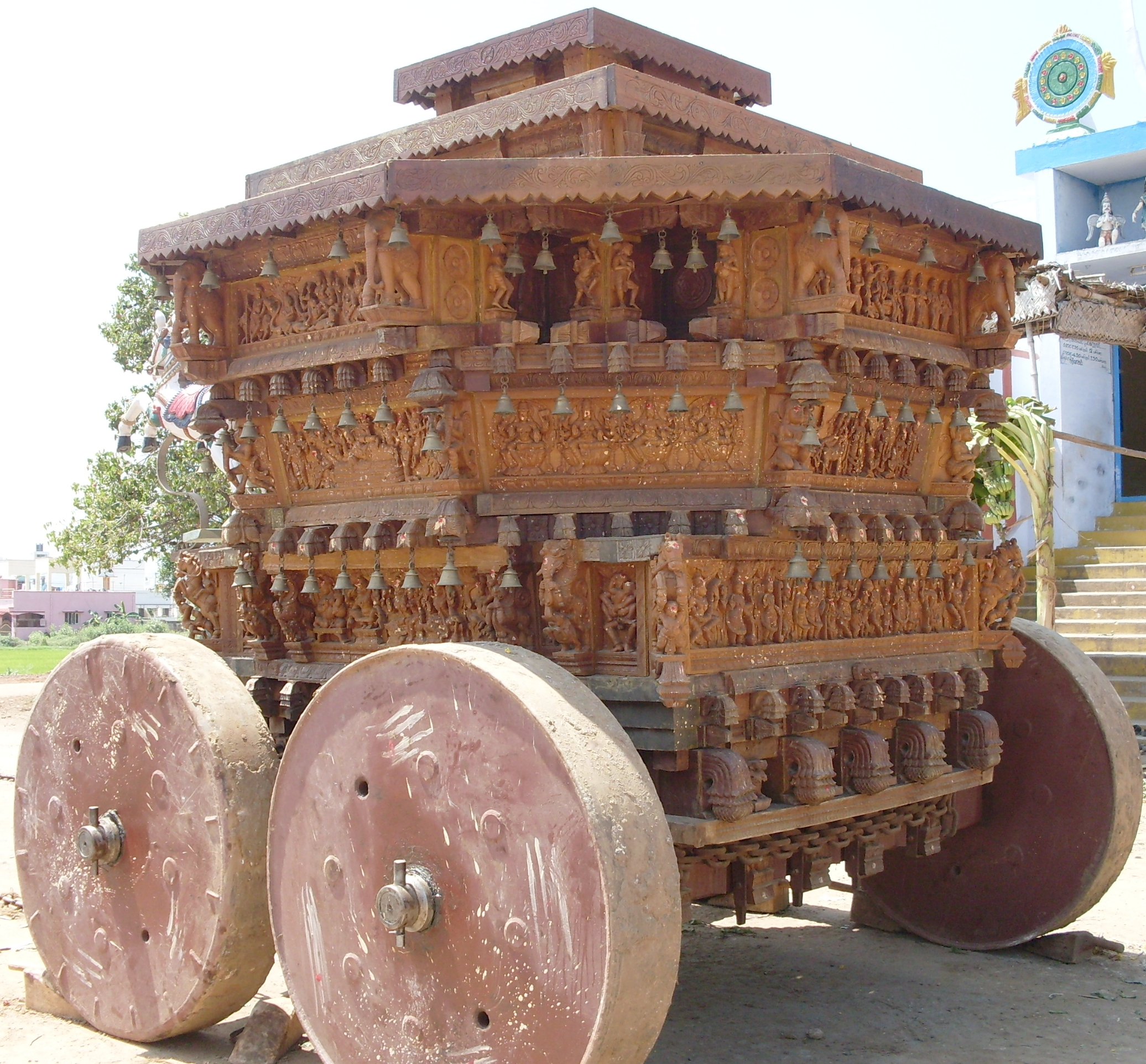
ChinnaThirupati, Salem, Inde
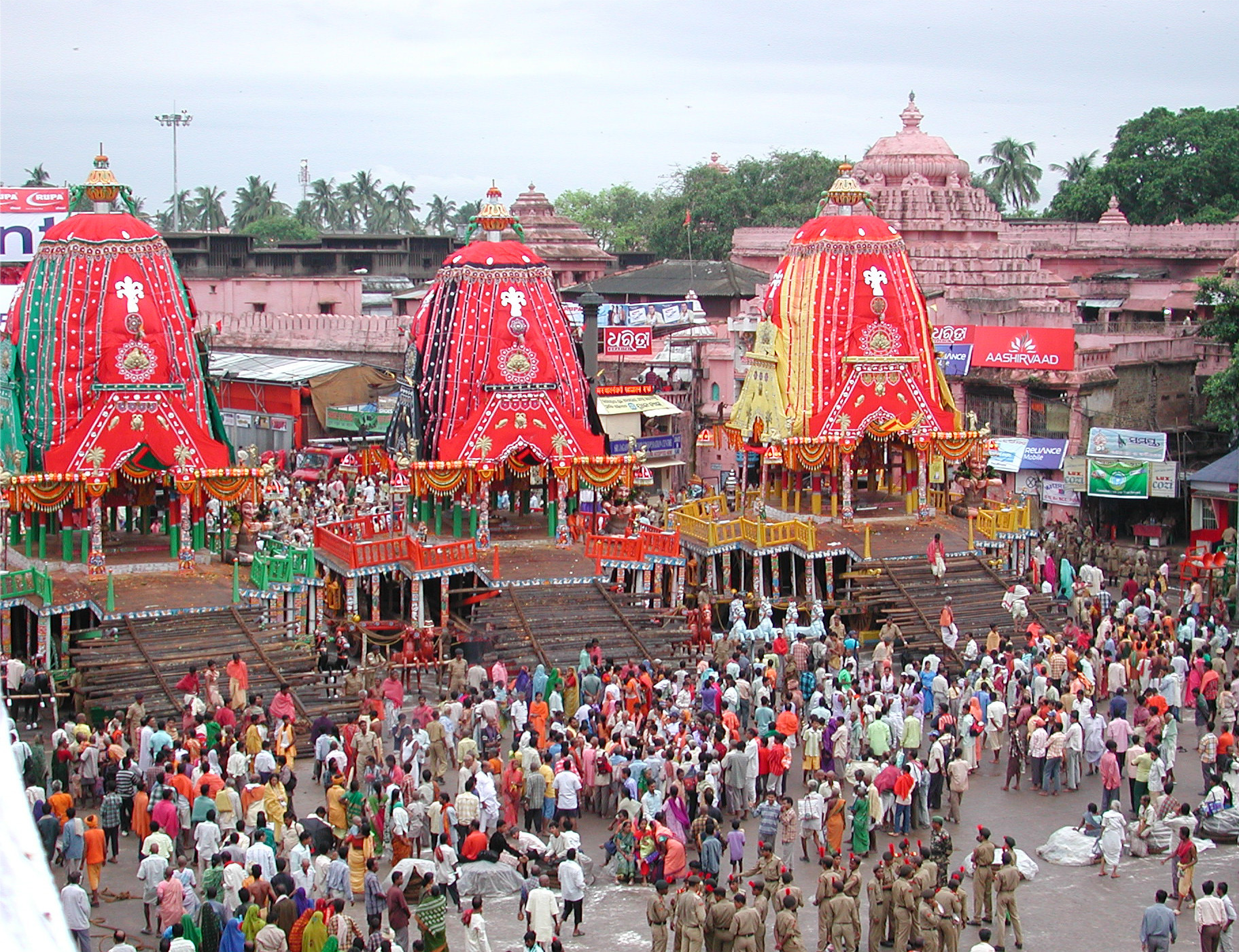
Les 3 chariots du temple de Jagannath à Puri

### Bâtiment en forme de chariot
Dans un second sens dérivé, le ratha désigne un temple, un bâtiment de temple ou une partie de bâtiment de temple en forme de chariot.
Les plus célèbres sont les pancharathas (=5 rathas) de Mahabalipuram. Ils ne sont pas spécialement en forme de chariot, mais une analogie est faite avec le char de procession en ce qu'il abrite la divinité.
Un autre exemple est le Jaga mohan du  temple de Sûrya à Konarâk, qui repose sur une plate-forme dotée de douze sculptures de roues et tiré par des chevaux, symbolisant le char du Soleil

Bâtiments
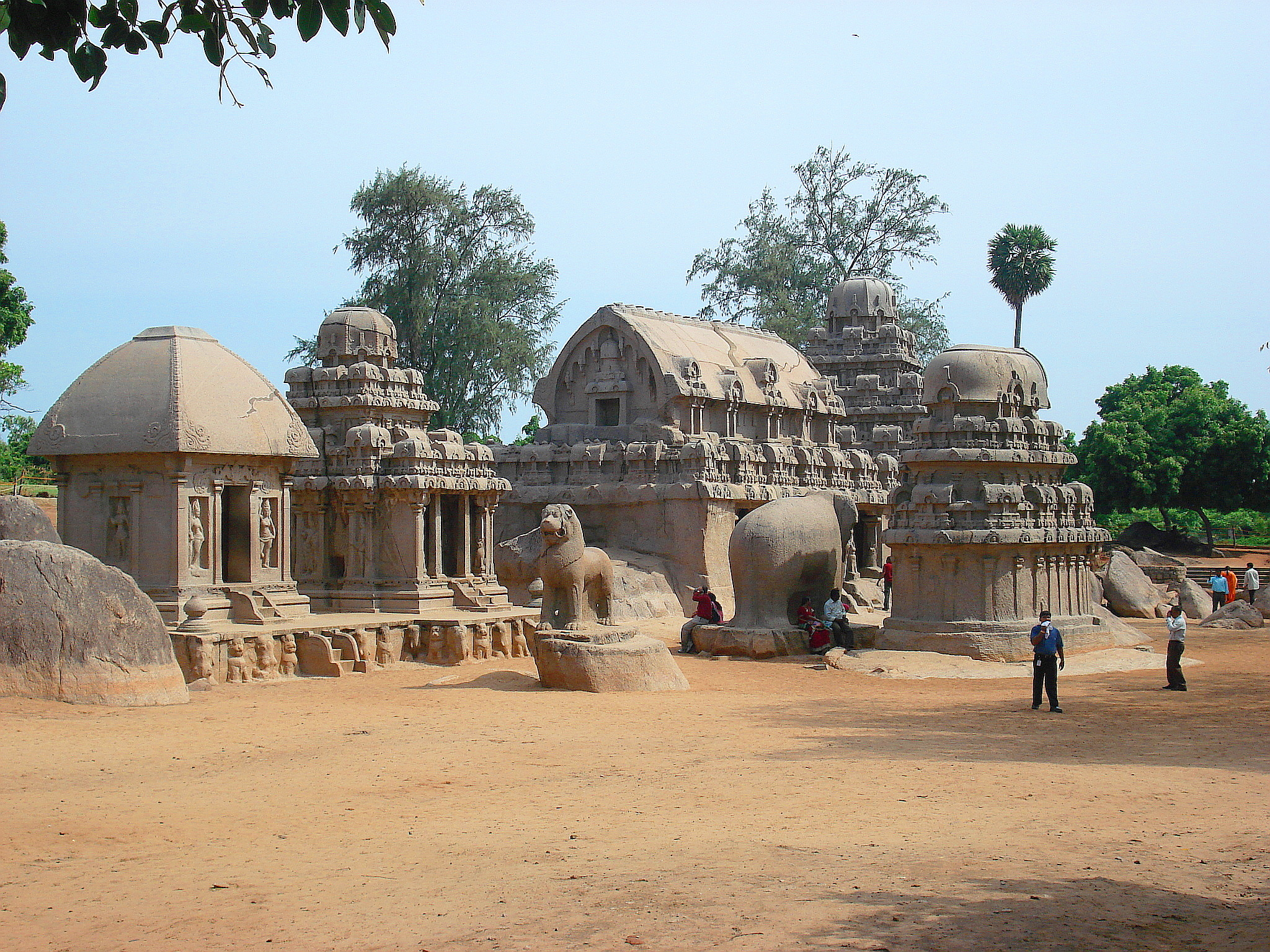
Les Pancha Rathas de Mahabalipuram
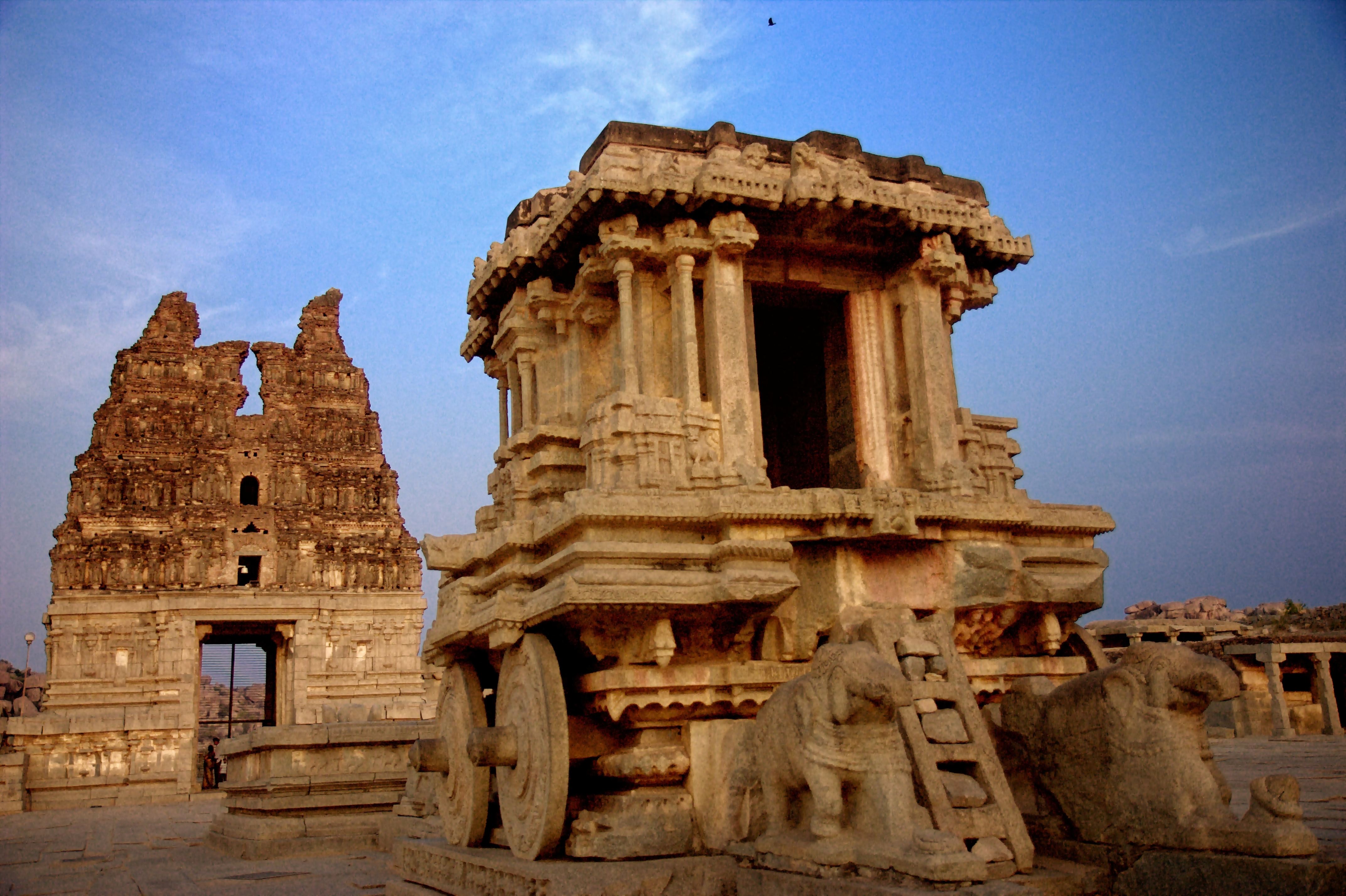
Chariot de pierre à Hampi,Karnataka
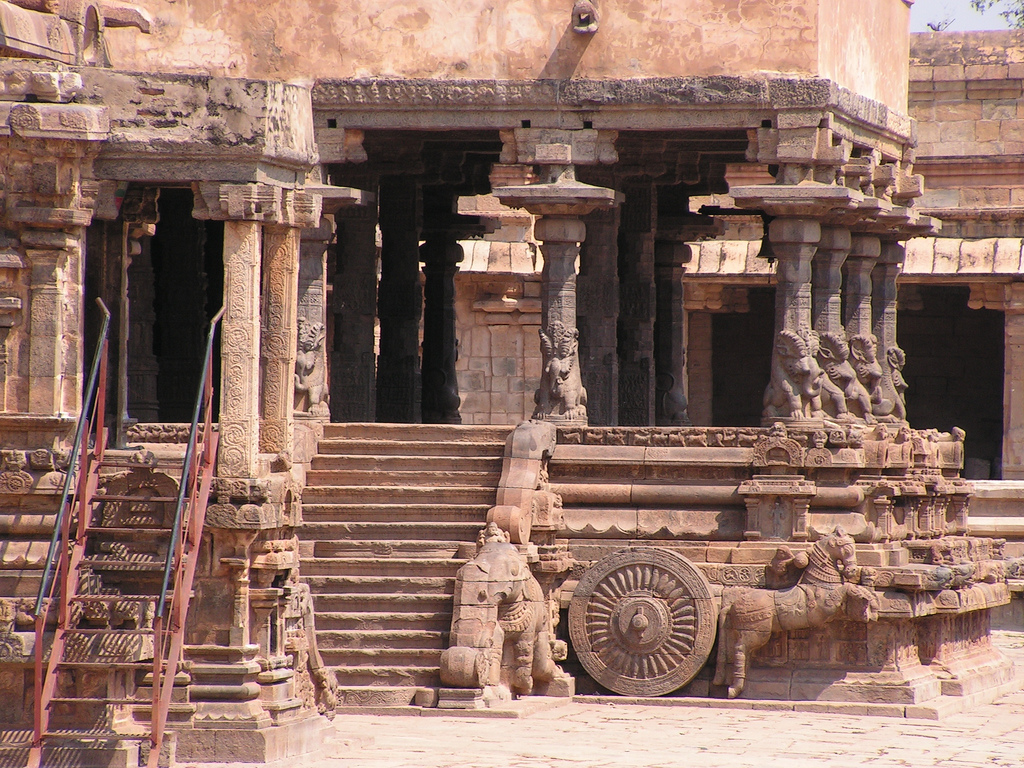
Temple d'Airavatesvara en forme de chariot à Darasuram, Tamil Nadu
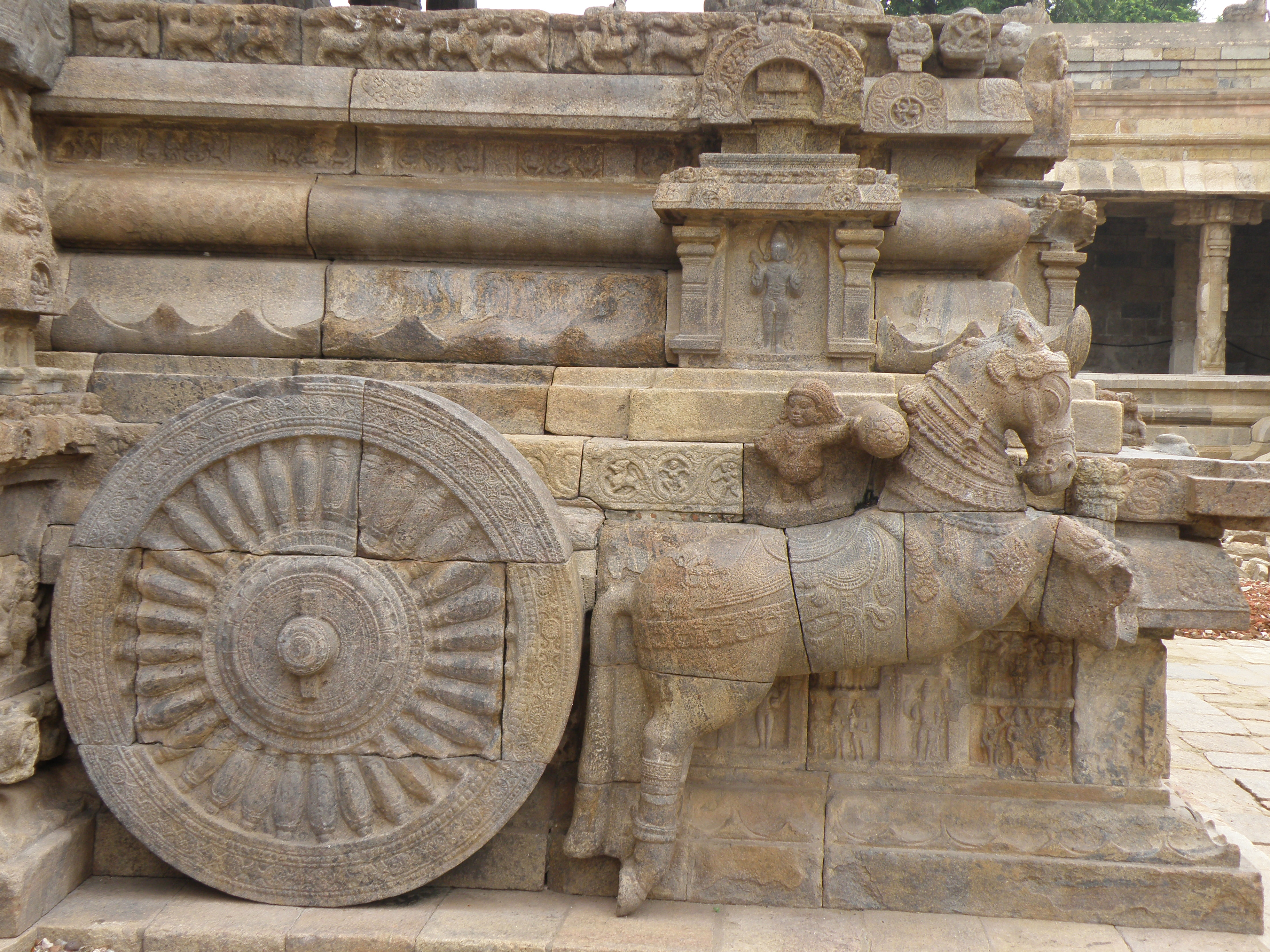
Chariot du temple d'Airavatesvara à Darasuram, Tamil Nadu
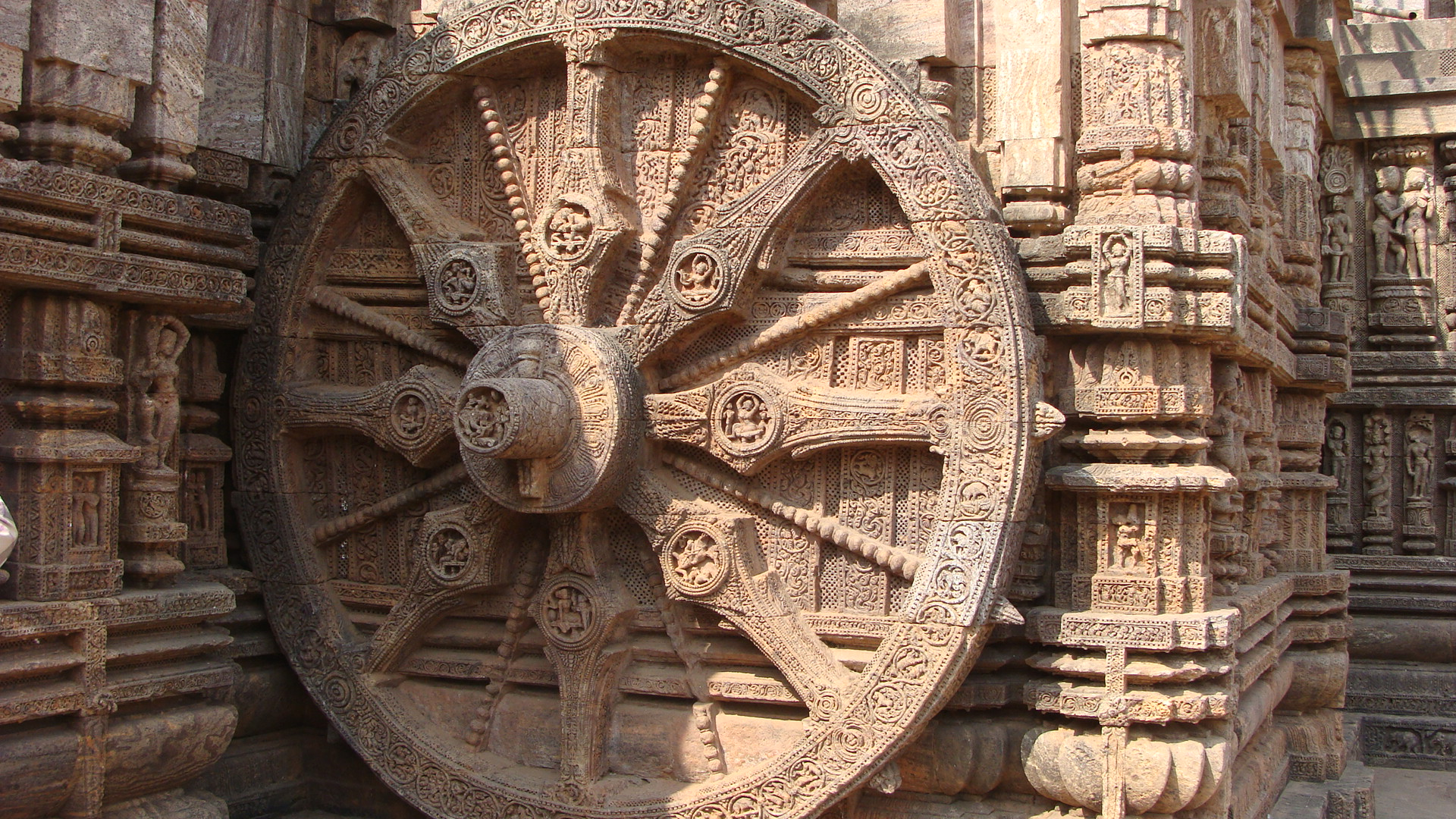
Roue de chariot du temple de Sûrya à Konarâk

### Formations sur les tours de temples hindouistes

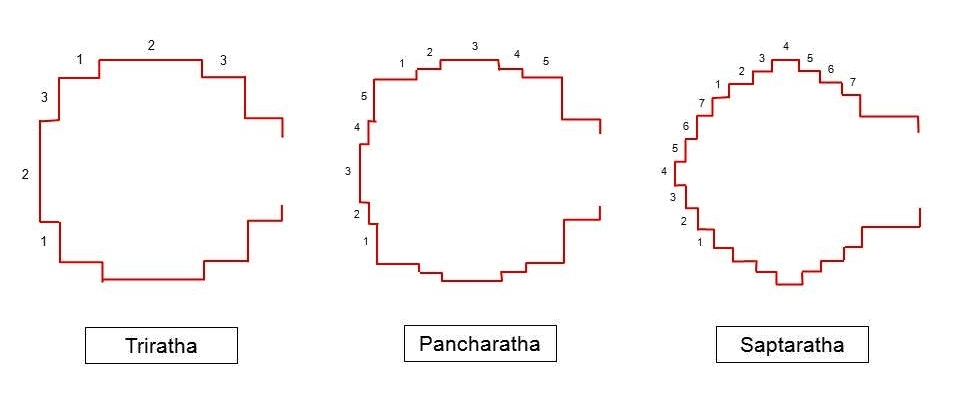
Plans de trois principaux types de bâtiments avec rathas

Le terme de ratha est également utilisé dans le vocabulaire technique architectural, pour désigner des facettes, saillants verticaux ou ressauts rythmant les parois des temples.
Dans ce cas, le lien avec la notion de char n'a pu être découvert, et cette analogie terminologique reste un mystère.